# استشارة الأحزان

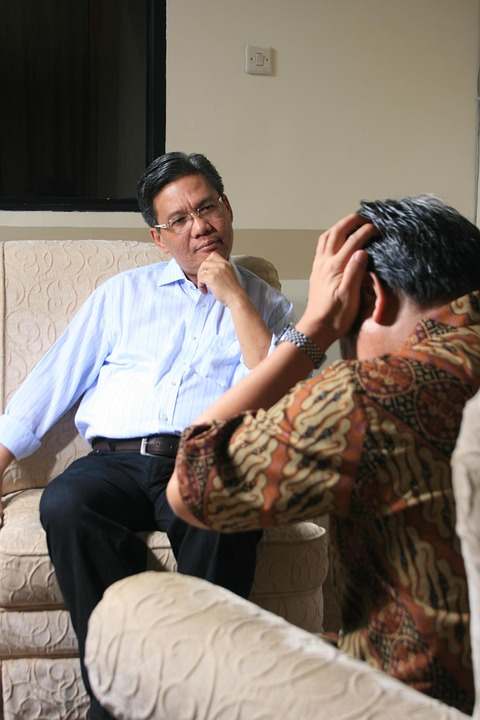
جلسة استشارة الاحزان

استشارة الأحزان (بالإنجليزية Grief counseling). هي شكل من أشكال العلاج النفسي الذي يهدف إلى مساعدة الناس على التعامل مع ردود الفعل الجسدية والعاطفية والاجتماعية والروحية والمعرفية للخسارة. على الرغم من أنَّ الاعتقاد السائد أنَّ هذه التجارب ناتجة غالباً عن حوادث الوفاة، ولكنها قد تحدث عن التعرض لأي خسارة كبيرة أو تغيير هام في الحياة، مثل: الطلاق، فقدان الوظيفة، خسارة مادية.
يعتقد مستشارو الأحزان أن الأشخاص يعبرون عن الحزن بطرق فريدة من نوعها تختلف من إنسانٍ لآخر، ويعود هذا الاختلاف للخلفية الأسرية والثقافية وتجارب الحياة والقيم والمعتقدات الشخصية، من الشائع أن نجد أشخاصاً ينعزلون عن العائلة والأصدقاء ويتلكهم الشعور بالعجز بعد الصدمات، البعض الآخر قد يكون غاضباً ويريد أن يفعل شيئاً ما، هناك أشخاص يضحكون بينما يشعر آخرون بالأسف الشديد أو بالذنب. يمكن اعتبار الدموع والبكاء تعبيرات شائعة عن الحزن.
يتوقع المستشارون النفسيون أنهم يمكن يصادفوا مجموعة واسعة من المشاعر والسلوك المرتبط بالحزن، ويؤمن هؤلاء المستشارون أنَّ الشخص المصاب بالحزن والكآبة سيستفيد من دعم الآخرين له بغض النظر عن خلفيته الثقافية والاجتماعية، بالإضافة لذلك في حال غياب هذا الدعم فإنَّ المشورة النفسية تقدم وسيلة لحل صحي، خصوصاً وأنَّ الاضطرابات المتعلقة بنوبات الحزن والكآبات في حال عدم حلها قد تختفي بشكلٍ مؤقت ثم تعاود الظهور مجدداً في وقتٍ لاحق.

## تقديم المشورة
تصبح المشورة النفسية ضرورية عندما تُشكل حالة الحزن أو الاكتئاب إعاقة هامة للشخص لدرجة تعطل نشاطه اليومي العادي، تُسهل هذه المشورة على المصابين التعبير عن مشاعرهم كالحزن أو القلق أو الغضب أو الشعور بالوحدة أو الذنب أو العزلة أو التشويش. ويتطلب ذلك مواجهة التحديات التي تتبع الخسارة والتعامل مع التغييرات الطارئة في حياتهم، غالباً ما يشعر الناس بعدم الاستقرار والتعب ويعانون من مشاكل في التركيز وقلة نوم وأحلام اليقظة، وقد يتعرضون لتغيرات هامة في الشهية، كل ذلك يجب تناوله أثناء تقديم الاستشارة النفسية.
تسهل المشورة النفسية القدرة على اتخاذ القرار أو رد الفعل الطبيعي في حالات الخسارة، ولحسن الحظ هناك مصادر كثيرة ومتنوعة على الإنترنت تغطي أغلب المواضيع التي تتعلق بتقديم المشورة النفسية في حالات الحزن أو فقدان الأشخاص، مثل دليل موارد استشارات الحزن من مكتب ولاية نيويورك للصحة النفسية.
في بعض الحالات يُطلب استشارة نفسية عندما يعاني المريض من حزن استباقي، مثل حالات القلق المتكرر حول فقدان شخص عزيز لا يكون موته وشيكاً أو مرجحاً، وتحدث هذه الحالات أيضاً عندما يكون لدى أحد أفراد الأسرة مرض عضال.
لخص جوني جوزيفوفسكي في كتابه «العنقاء: النهوض من بين رماد الحزن» الصادر عام 1999 خمس مراحل لإعادة بناء الحياة من جديد بعد الصدمات، تتمثَّل بما يلي:
- الصدمة: إنكار، قلق، خوف، ذعر واضطراب.
- الفوضى: ارتباك، أفعال خارجة عن السيطرة، أفكار ومشاعر غير عقلانية، شعور باليأس، شعور بالعجز، إضاعة الوقت، صعوبات في النوم والأكل، التركيز بهوس على الأحباب والمقربين.
- التكيف: عودة النظام إلى الحياة اليومية بشكل تدريجي مع الاستمرار في الحزن، العودة للاهتمام بالاحتياجات الأساسية كالنظافة الشخصية والتسوق والطهي ودفع الفواتير، تعلم العيش دون عاطفة الحب، قبول المساعدة، التركيز على مساعدة الأطفال، التواصل مع العائلات الحزينة الأخرى للحصول على الدعم المتبادل وتشارك الأحزان، السيطرة على الحزن وتقبل الواقع الجديد ببطء.
- التوازن: تحقيق الاستقرار والعودة للحياة الروتينية اليومية بشكل جيد، الاستمتاع بمختلف الأنشطة مع أفراد الأسرة والأوقات الطيبة مع الأصدقاء، القيام بأعمال مثمرة ذات فائدة، اختيار اتجاه جديد إيجابي في الحياة مع الاحتفاظ بتكريم الماضي، تعلم كيفية التعامل مع الناس الذين يسألون أسئلة حول التجربة الماضية.
- التحول: إعادة التفكير في أهداف الحياة وأساس الهوية، البحث عن الخسارة المأساوية التي لا معنى لها، السماح للمشاعر السلبية والإيجابية، والقدرة على اختيار المشاعر التي يمكن التركيز عليها، اكتشاف أن هذه التجربة قد أدت لتطوير نسخة أقوى وأفضل من الشخصية، تعلم كيفية التحدث مع الآخرين حول رحلة الشفاء البطولية ودعم الآخرين الذين يحاولون التعامل مع خسائرهم الخاصة.

## علاج حالات الحزن
هناك فرق هام بين الاستشارة النفسية في حالات الحزن وبين علاج حالات الحزن، فالاستشارة تساعد المرضى على تجاوز حالات الحزن غير المعقدة أو غير الشديدة والانتقال إلى الاستقرار النفسي والصحي، في حين يتضمن علاج حالات الحزن والاكتئاب المعقدة والشديدة استخدام الأدوية والعلاجات السريرية الأخرى. تحدث هذه الحالات عندما يستمر رد الفعل الحزين لفترة طويلة أو يتظاهر من خلال بعض الأعراض الجسدية أو تغيرات في السلوك، أو عندما تكون الاستجابة خارج نطاق الحالة الطبيعية الثقافية والنفسية.
يعتبر علاج حالات الحزن نوعاً من العلاج النفسي الذي يحتفظ به لعلاج حالات الحزن الشديدة والمعقدة، والتي تحدث غالباً بسبب فقدان شخص قريب عن طريق الانفصال أو الوفاة، أو بسبب كارثة اجتماعية، ويتمثل هدف علاج الحزن هنا في تحديد وحل المشكلات النفسية والعاطفية التي ظهرت كنتيجة لذلك، وقد يكون علاج حالات الحزن متاحاً كعلاج فردي أو جماعي حتى، ومن الأمثلة الهامة على الحالات التي يطبق فيها العلاج على نطاقٍ واسع هو مع آباء مرضى السرطان.

### الاستشارة النفسية في حالات الصدمة
لا يمكن توقع تأثير الصدمات الشديدة، لأنَّ كل شخص لديه رد فعل خاص وتجارب عاطفية فريدة من نوعها وطرق للتكيف والتلاؤم مع حالات الصدمة والحزن، وعندما تكون الكوارث عامة وتصيب المجتمع بالكامل يصبح رد الفعل أكبر وأكثر عنفاً.
مشاعر الحزن مثل البكاء والغضب والصدمة والشعور بالذنب والعجز ليست شائعة في حالات الصدمة، وربما يقتصر حدوثها على الأطفال والأشخاص الذين يكون لديهم خبرة قليلة في التعامل مع التأثيرات النفسية القوية، وتكون هذه المشاعر كلها جزءاً من عملية التكيف الطبيعية التي تعتمد على مرونة الشخص والأسرة والمجتمع.
من الطبيعي أن يساهم الوقت والراحة والدعم الذي يتلقاه المرضى المصدومون في تسريع الشفاء وتجاوز الحالة، والقاعدة العامة هي القدرة على التكيف وتجاوز الأزمة، إذ لا يستمر غالبية الأشخاص الذين مروا بحالات الفقد والصدمة في تطوير اضطرابات ما بعد الصدمة، ومع ذلك قد تستمر هذه الاضطرابات عند مجموعة من الأشخاص.